# MOS Technology KIM 1
MOS Technology KIM 1 (KIM 1) је био кућни рачунар фирме MOS Technology који је почео да се производи у САД од 1975. године.
Користио је MOS Technology 6502 као микропроцесор. РАМ меморија рачунара је имала капацитет од 1152 бајтова. 

## Детаљни подаци
Детаљнији подаци о рачунару KIM 1 су дати у табели испод.
|                       |                                          |
| [ 1 ]                 |                                          |
| Произвођач            |                                          |
| Тип                   | кућни рачунар                            |
| Меморија              | 1152 бајтова                             |
| Поријекло             | Сједињене Америчке Државе                |
| Година                | 1975                                     |
| Тастатура             | хексадецимална тастатура                 |
| Процесор              |                                          |
| Фреквенција процесора | 1                                        |
| RAM                   | 1152 бајтова                             |
| ROM                   | 2 (assembler)                            |
| Текст                 | 6 знакова, LED екран                     |
| Графика               | Нема                                     |
| Боја                  | не                                       |
| Звук                  | софтверски произведен, пулсна модулација |
| Димензије             | непознато                                |
| Портови               |                                          |
| Оперативни систем     | [[]]                                     |